# Katusha/Saison 2013
Dieser Artikel listet Erfolge und Fahrer des Radsportteams Katusha in der Saison 2013 auf.

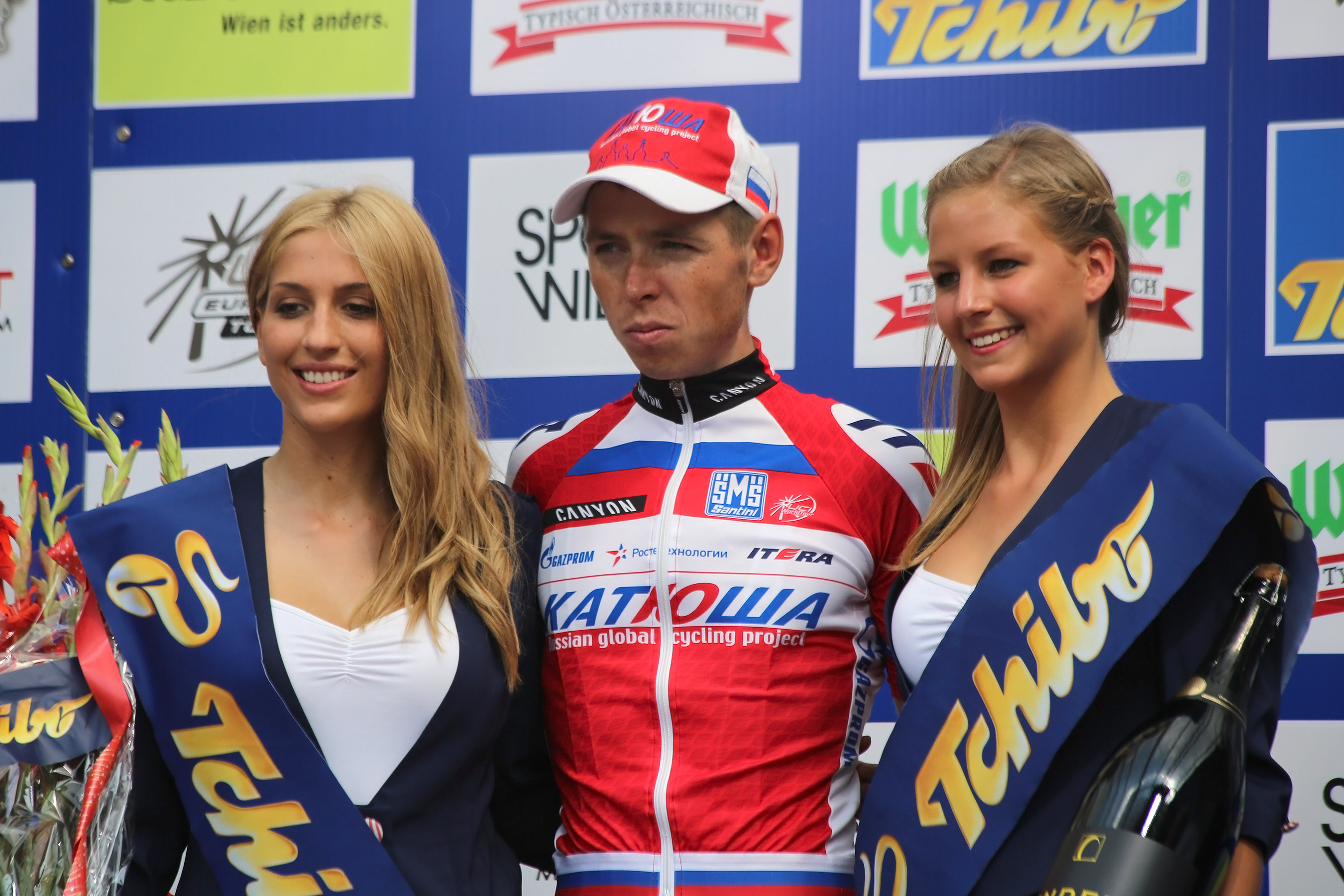
Sergei Tschernezki, bester U25-Fahrer der Österreich-Rundfahrt 2013

## Erfolge in der UCI World Tour
| Datum         | Rennen                      | Sieger             |
| ------------- | --------------------------- | ------------------ |
| 10. März      | 5. Etappe Tirreno–Adriatico | Joaquim Rodríguez  |
| 17. April     | La Flèche Wallonne          | Daniel Moreno      |
| 27. April     | 4. Etappe Tour de Romandie  | Simon Špilak       |
| 6. Mai        | 3. Etappe Giro d’Italia     | Luca Paolini       |
| 12. Mai       | 9. Etappe Giro d’Italia     | Maxim Belkow       |
| 12. Juni      | 5. Etappe Tour de Suisse    | Alexander Kristoff |
| 27. August    | 4. Etappe Vuelta a España   | Daniel Moreno      |
| 1. September  | 9. Etappe Vuelta a España   | Daniel Moreno      |
| 13. September | 19. Etappe Vuelta a España  | Joaquim Rodríguez  |
| 6. Oktober    | Il Lombardia                | Joaquim Rodríguez  |

## Erfolge in der UCI Asia Tour
| Datum       | Rennen                 | Kat. | Sieger            |
| ----------- | ---------------------- | ---- | ----------------- |
| 14. Februar | 4. Etappe Tour of Oman | 2.HC | Joaquim Rodríguez |

## Erfolge in der UCI Europe Tour
| Datum          | Rennen                                      | Kat. | Sieger                |
| -------------- | ------------------------------------------- | ---- | --------------------- |
| 23. Februar    | Omloop Het Nieuwsblad                       | 1.HC | Luca Paolini          |
| 27. Februar    | Le Samyn                                    | 1.1  | Alexei Zatewitsch     |
| 20. März       | 1b. Etappe Settimana Internazionale         | 2.1  | Mannschaftszeitfahren |
| 28. März       | 3a. Etappe Driedaagse van De Panne-Koksijde | 2.HC | Alexander Kristoff    |
| 30. März       | Gran Premio Miguel Induráin                 | 1.1  | Simon Špilak          |
| 30. März       | Volta Limburg Classic                       | 1.1  | Rüdiger Selig         |
| 1. Mai         | Rund um den Finanzplatz Eschborn-Frankfurt  | 1.HC | Simon Špilak          |
| 15. Mai        | 1. Etappe Tour of Norway                    | 2.1  | Alexander Kristoff    |
| 16. Mai        | 2. Etappe Tour of Norway                    | 2.1  | Alexander Kristoff    |
| 19. Mai        | 5. Etappe Tour of Norway                    | 2.1  | Alexander Kristoff    |
| 13. Juni       | 1. Etappe Luxemburg-Rundfahrt               | 2.HC | Alexander Porsew      |
| 20. Juni       | Lettische Meisterschaft – Einzelzeitfahren  | CN   | Gatis Smukulis        |
| 23. Juni       | Russische Meisterschaft – Straßenrennen     | CN   | Wladimir Isajtschew   |
| 20. Juli       | 1. Etappe Tour de Wallonie                  | 2.HC | Alexander Kolobnew    |
| 16. August     | 1. Etappe Tour des Fjords                   | 2.1  | Sergei Tschernezki    |
| 17. August     | 2. Etappe Tour des Fjords                   | 2.1  | Alexander Kristoff    |
| 17. August     | 3. Etappe Tour des Fjords                   | 2.1  | Mannschaftszeitfahren |
| 16.–18. August | Gesamtwertung Tour des Fjords               | 2.1  | Sergei Tschernezki    |
| 7. September   | 3. Etappe Settimana Ciclistica Lombarda     | 2.1  | Alexei Zatewitsch     |

## Zugänge – Abgänge
| Zugänge               | Team 2012     | Abgänge            | Team 2013       |
| --------------------- | ------------- | ------------------ | --------------- |
| Dmitri Kosontschuk    | RusVelo       | Maxime Vantomme    | Crelan-Euphony  |
| Wjatscheslaw Kusnezow | Itera-Katusha | Joan Horrach       | Madison Genesis |
| Sergei Tschernezki    | Itera-Katusha | Óscar Freire Gomez | Karriereende    |
| Anton Worobjow        | Itera-Katusha |                    |                 |

## Mannschaft
| Name                  | Geburtstag         | Nationalität |              |
| --------------------- | ------------------ | ------------ | ------------ |
| Maxim Belkow          | 9. Januar 1985     | Russland     |              |
| Pawel Brutt           | 29. Januar 1982    | Russland     |              |
| Giampaolo Caruso      | 15. August 1980    | Italien      |              |
| Xavier Florencio      | 26. Dezember 1979  | Spanien      |              |
| Wladimir Gussew       | 4. Juli 1982       | Russland     |              |
| Marco Haller          | 1. April 1991      | Österreich   |              |
| Pjotr Ignatenko       | 27. September 1987 | Russland     |              |
| Michail Ignatjew      | 7. Mai 1985        | Russland     |              |
| Wladimir Isajtschew   | 21. April 1986     | Russland     |              |
| Alexander Kolobnew    | 4. Mai 1981        | Russland     |              |
| Dmitri Kosontschuk    | 5. April 1984      | Russland     |              |
| Alexander Kristoff    | 5. Juli 1987       | Norwegen     |              |
| Timofei Krizki        | 24. Januar 1987    | Russland     |              |
| Aljaksandr Kuschynski | 27. Oktober 1979   | Belarus      |              |
| Wjatscheslaw Kusnezow | 24. Juni 1989      | Russland     |              |
| Alberto Losada        | 28. Februar 1982   | Spanien      |              |
| Denis Menschow        | 25. Januar 1978    | Russland     |              |
| Daniel Moreno         | 5. September 1981  | Spanien      |              |
| Luca Paolini          | 17. Januar 1977    | Italien      |              |
| Alexander Porsew      | 21. Februar 1986   | Russland     |              |
| Joaquim Rodríguez     | 12. Mai 1979       | Spanien      |              |
| Rüdiger Selig         | 19. Februar 1989   | Deutschland  |              |
| Gatis Smukulis        | 15. April 1987     | Lettland     |              |
| Simon Špilak          | 23. Juni 1986      | Slowenien    |              |
| Juri Trofimow         | 26. Januar 1984    | Russland     |              |
| Sergei Tschernezki    | 9. April 1990      | Russland     |              |
| Ángel Vicioso         | 13. April 1977     | Spanien      |              |
| Eduard Worganow       | 7. Dezember 1982   | Russland     |              |
| Anton Worobjow        | 12. Oktober 1990   | Russland     |              |
| Alexei Zatewitsch     | 5. Juli 1989       | Russland     |              |
| Stagiaires            | Stagiaires         | Nationalität | Nationalität |
| Michail Antonow       | Michail Antonow    | Russland     |              |
| Sergei Nikolajew      | Sergei Nikolajew   | Russland     |              |
| Maxim Rasumow         | Maxim Rasumow      | Russland     |              |